# Муратове (Щастинський район)
Муратове́ (у 1715 слобода Вергилівка) — село в Україні, у Новоайдарській селищній громаді Щастинського району Луганської області. Населення становить 687 осіб.

## Історія
Роком заснування вважається 1715, а археологічні дослідження(рос.) поблизу села свідчить про давнє заселення людиною цих місць.
Перша назва - Ольхове, від річки. Землі «в числе 300 четвертей в поле, а в дву потому ж, и на 1000 копен сена», в 1735 году отданы были, за службу по Бахмутской соляной канцелярии, Василию Ильичу Вергилеву, который еще в 1715 году построил здесь хутор с разными заведениями и пригласил на житьё черкас. Им же, Вергилевым, построен был здесь и первый храм во имя Святителя Николая» писав Архієпископ Філарет(Гумілевський). За його ж свідченнями митрополита Філарета церковної землі в Муратове налічувалось 152 десятини з них 103 був пісок неблагодатний для землеробства. Було розповсюджено виготовлення дерев'яного вугілля.
Ольхова після поразки повстання Булавіна була заселена українським населенням.
У 1745 році село вже називалося Муратове (Ольхове) на честь Муратова Василя Андрійовича, який  з 31 грудня 1739 р. по 18 серпня 1741 р. був воєводою Бахмутської провінції і деякий час був власником села. Після смерті В.Муратова, вже у 1763 р. онук Василя Вергильова Лука Андрійович Вергильов купив її у власність. Але купив не все село, тут було кілька власників, тому й лишилося з назвою Муратове.
У 1886 побудовано кам'яний храм (до наших часів не зберігся).
У ХІХ ст., коли Муратовим і Петровенькою володів Євдоким Шидловський, вони злилися.
У 1927 році на центральній вулиці у пам'ять загиблим у громадянську війну поставлено пам'ятник. 
У 1929 р. селян сіл Муратове та Петровенька об'єднали у колгосп.  
У роки наступу німецьких військ у селі Муратове було спалено близько 100 будівель. У боях загинуло більш ніж 140 військових селян.  

### Війна на сході України
Під час російсько-української війни 9 липня 2014 року в результаті обстрілу бойовиками блокпоста Збройних сил України поблизу Муратового один військовослужбовець загинув — Саванчук Віктор Юрійович, двоє зазнали поранень. . 15 жовтня при обстрілі блокпосту загинув старший сержант батальйону «Воля» Дмитро Кіт.

## Лісова пожежа 2020.
30 вересня 2020 р. село постраждало внаслідок маштабної лісової пожежі 
(рос.)

## Населення
За даними перепису 2001 року населення села становило 687 осіб, з них 84,43 % зазначили рідною українську мову, 14,26 % — російську, а 1,31 — іншу. За записами архиєпископа Філарета населення у 1800 р. - 1290 ч. У 1950 р. - 2188 ч.  

## Світлини

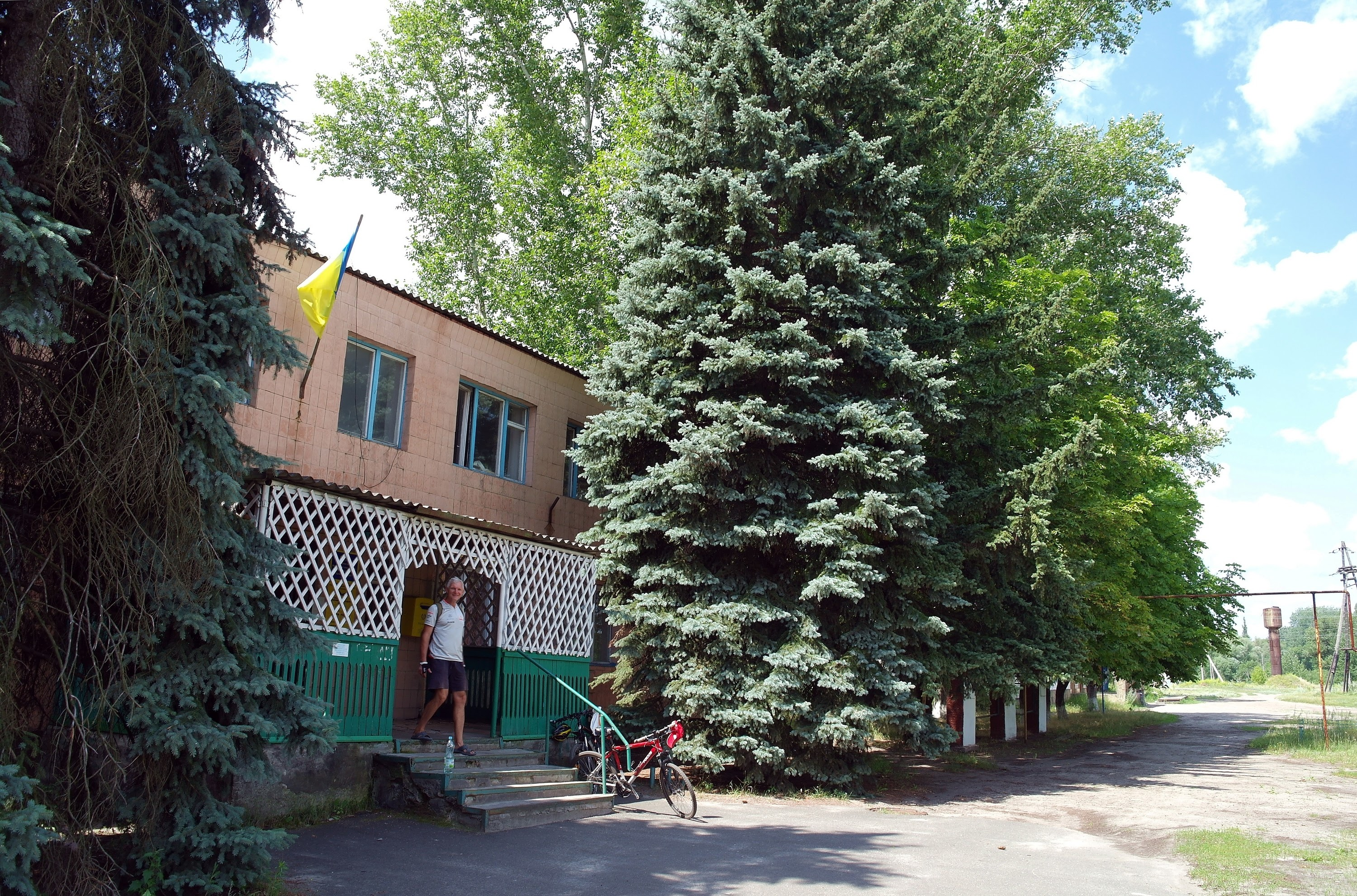
Муратове
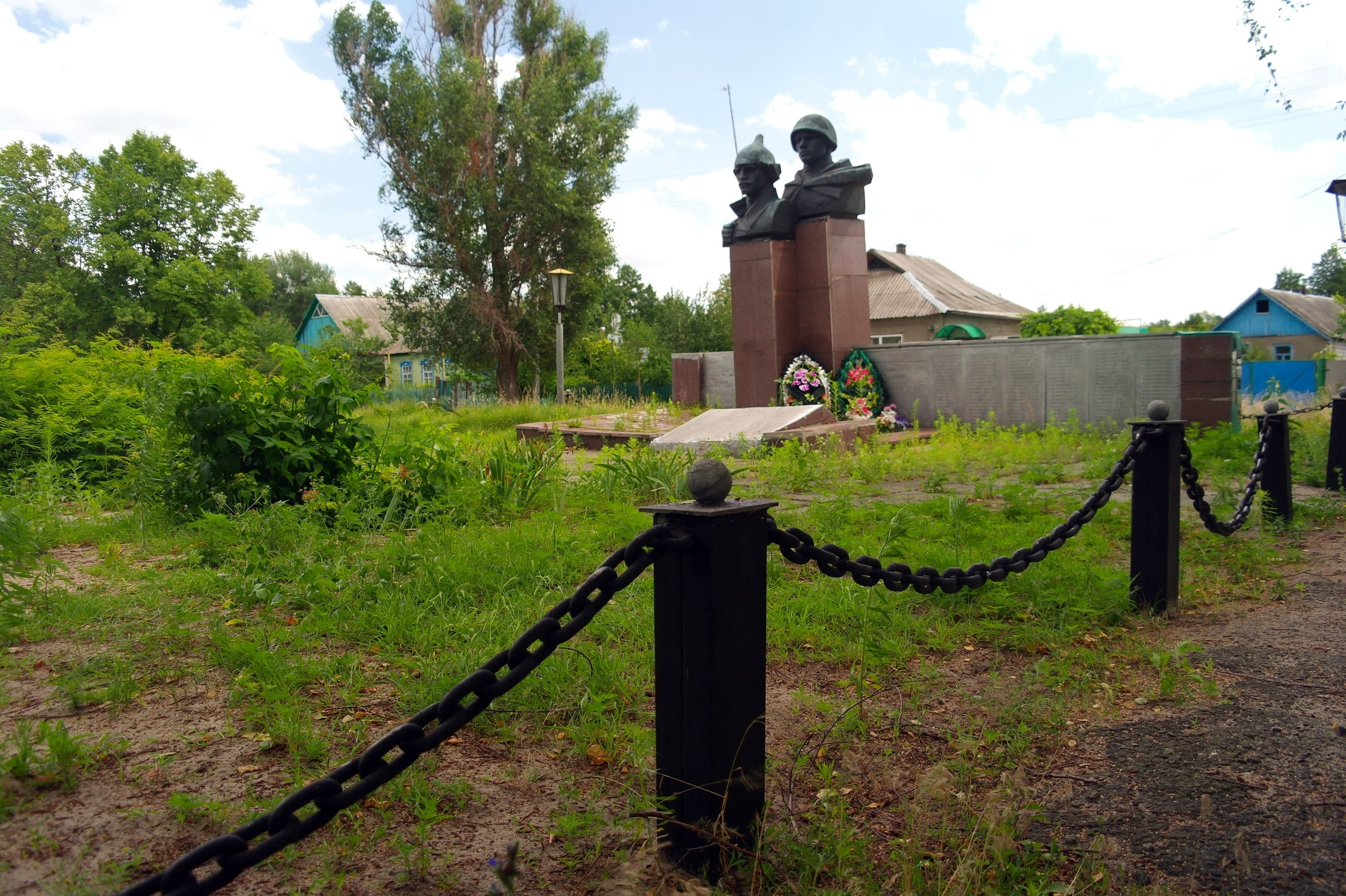
Муратове